# Teknikåret 1972

## Händelser

### Februari
- 1 februari - HP-35 presenteras, den första vetenskapliga miniräknaren. Priset var 795 US-dollar.
- 6 februari - Kärnreaktorn Oskarshamn 1 invigs.
- 17 februari - Den 15 007 034:e Volkswagen Typ 1 rullar av bandet. Bilmodellen slår därmed T-Fordens rekord som bilmodell tillverkad i störst antal.

### Mars
- 31 mars - SJ tar sitt sista aktiva driftsånglok för persontåg ur reguljär tjänst [1].

### April
- 6 april - Datortillverkaren Cray Research grundas.[2]

### Juni
- Juni - Cartrivision lanseras, som den första videoobandspelaren med förinspelade band.[3]

### April
- April - Intels mikroprocessor 8008 debuterar och ersätter 4004 [4][5].

### Oktober
- Oktober - Den första internationella konferensen om datorkommunikation hålls i Washington, D.C., med en uppvisning av Arpanet, en föregångare till Internet.

### December

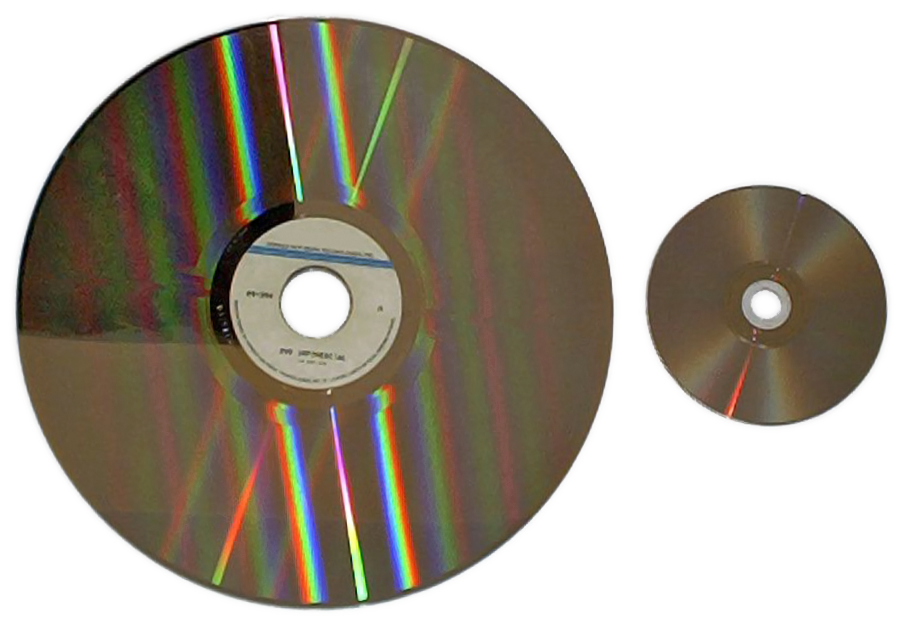
Disco Vision (till vänster)

- 12 december - Den första Disco Vision-demonstrationen genomförs.[6]

### Okänt datum
- Arbetet med världens första digitala ritprogram, Superpaint, färdigställs [4].

### Fotnoter
1. ↑  ”Teknik 360 - Att köra ånglok i Bergslagen”. Arkiverad från originalet den 6 oktober 2010. https://web.archive.org/web/20101006045516/http://t360.idg.se/2.8229/1.339258/att-kora-anglok-i-bergslagen-i. Läst 22 februari 2011.
2. ↑  ”Cray Timeline”. Cray. Arkiverad från originalet den 31 mars 2011. https://web.archive.org/web/20110331035544/http://www.cray.com/Assets/PDF/about/CrayTimeline.pdf. Läst 4 april 2011.
3. ↑  CED in the History of Media Technology (läst 8 april 2011)
4. 1 2
5. ↑  CED in the History of Media Technology (läst 8 april 2011)